# كروبلين
كروبلينغ (بالألمانية: Kröpelin) هي بلدة ألمانية تقع في ألمانيا في مكلنبورغ فوربومرن.[بحاجة لمصدر] يقدر عدد سكانها بـ 5,012 نسمة .

## المدن التوأمة
مدن Hude، Arnage, Sarthe، Włoszakowice وSchwarmstedt هي مدن توأمة لـكروبلينغ.

## أعلام
- غلدميستر